# آپاچی (قبیله)

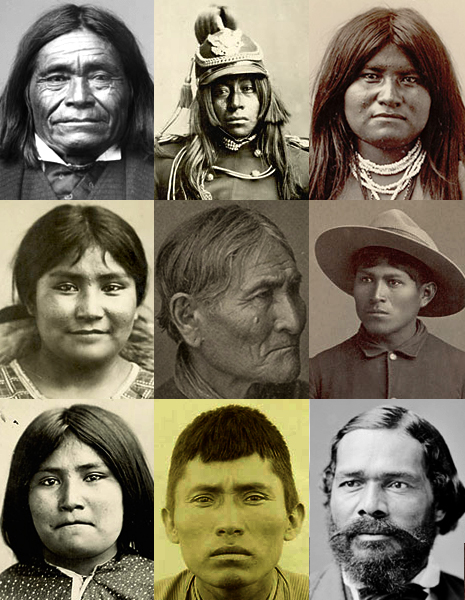
پرتره آپاچی‌ها

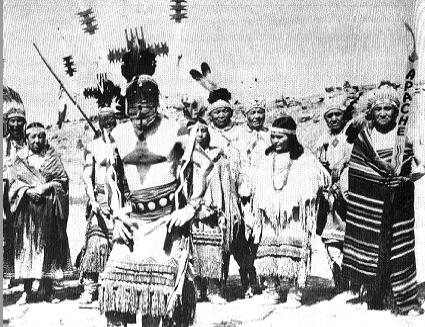
گروهی از آپاچی‌ها

آپاچی یا اِپَچی (به انگلیسی: Apache، /əˈpætʃi/) نام گروهی از مردمان‌بومی‌آمریکای شمالی در ایالت‌های جنوب غربی آمریکا است. آپاچی‌ها اصالتاً سرخ‌پوست هستند. این واژه به معنای «مرد جنگجو» است. تعداد آپاچی‌ها در اواخر سدهٔ ۲۰ میلادی حدود ۲۲ هزار نفر بوده و در گذشته از طریق شکار گاومیش، برداشت گیاهان وحشی خوراکی، کشت ذرت و حمله به سایر قبیله‌ها در غرب آمریکا امرار معاش می‌کردند.

## پیشینه
آپاچی‌ها که از لحاظ فرهنگی به آپاچی‌های غربی و شرقی تقسیم می‌شدند همراه همسایگان خود، قبیلهٔ ناواهو، بازمانده‌های سرخ‌پوستان اتابسکی زبان به‌شمار می‌روند، که در سال ۱۰۰۰ میلادی از کانادا به جنوب غربی ایالات متحده کوچ کردند. در سده‌های ۱۸ و ۱۹ میلادی به «جنگجویان سوارکار» شهرت داشتند. آپاچی‌ها اکنون در قرارگاه آریزونا، جنوب غربی اکلاهاما و نیومکزیکو زندگی می‌کنند. رهبران آپاچی از قبیل کوچیس (به انگلیسی: Cochise)، مانگاس کولوراداس، جرونیمو و ویکتوریو (به انگلیسی: Victorio) در نیمهٔ دوم سدهٔ ۱۹ چهره‌های شاخصی بودند. کوچیس شدیدترین نبردهای سرخ‌پوستان را علیه سفیدپوستان آمریکا در ۱۸۶۱ آغاز کرد. در فاصلهٔ سال‌های ۱۸۷۱ تا ۱۸۷۳ شمار زیادی از آپاچی‌ها تسلیم و به قرارگاه‌هایی در آریزونا فرستاده شدند. اما شمار بیشتری از مستقر شدن سر باز زدند و تا ۱۸۸۶ که جنگجویان باقی‌مانده تسلیم شدند؛ نبرد آن‌ها به رهبری جرونیمو و ویکتوریو ادامه یافت. قبیلهٔ چیریکائوئا (به انگلیسی: Chiricahua) به رهبری جرونیمو به فلوریدا و سپس آلاباما و در سال ۱۹۱۳ به اوکلاهما یا نیومکزیکو رفتند. به مرور آپاچی‌های شرقی در قرارگاه نیومکزیکو و آپاچی‌های غربی در قرارگاه‌های مرکز شرقی آریزونا مستقر شدند. بزرگ‌ترین قرارگاه در آریزونا قرارگاه سان کارلوس سرخ‌پوستان آپاچی(به انگلیسی: San Carlos Apache Indian) تأسیس در ۱۸۷۱ (جمعیت ۱۰٬۵۰۰ نفر در ۱۹۹۴) و قرارگاه فورت سرخ‌پوستان آپاچی (به انگلیسی: Fort Apache Indian Reservation) (جمعیت ۱۲ هزار نفر در ۱۹۹۴) بودند که ۱٫۶ میلیون جریب وسعت این قرارگاه‌ها است.